# 中央仏教学院
中央仏教学院（ちゅうおうぶっきょうがくいん）は、京都府京都市右京区にある私立の浄土真宗本願寺派の僧侶を養成する機関専門校。略称は「中仏」。

## 概要
浄土真宗本願寺派の付属専門校として1920年（大正9年）、西本願寺境内地に設置された。その後、移転して1928年（昭和9年）に現在地（本願寺角坊）に校舎を建設。
当初から本願寺派の僧侶養成を目的としており、カリキュラムでは声明（読経）、作法、布教法などの授業のほか、浄土真宗や仏教全般にわたる教義や歴史を学ぶことができる。入校条件は中学校卒業以上（予科）で、年齢、国籍等は問わない。学院生は寺院子弟などの若年層が大半を占めるが、僧侶資格を目的とせず、浄土真宗の学習理解のため入校する中高年も多い。また、通信教育課程は受講条件がゆるやかなため、更に受講生の年齢幅は広い。

## 設置学科

### 学校教育部
研究科
- 内容 既修得の真宗・仏教の基礎的な知識の上に、三経・七祖聖教・本典の講読　安心論題の体系的研究、仏教経典ならびに倶舎・唯識・華厳・天台の教義理解を深める。伝道全体の理論と社会に関わる知識の修得や、寺院運営をはじめとする「住職坊守学」の講義を行う。また、勤式作法は理論と実践を合わせて修得する。
- 定員 30名
- 修業年限 1年
- 応募資格 本科卒業者、浄土真宗本願寺派教師資格授与者
- 研究科卒業者は、院長が推薦する者で、浄土真宗本願寺派宗務所の学階試験委員会の審査を経た者は、浄土真宗本願寺派の学階「得業」の予試及び本試の免除が与えられ、浄土真宗本願寺派勧学寮の行う殿試の受験資格が与えられる。

また、成績等により龍谷大学大学院実践真宗学研究科修士課程への推薦入学制度がある(大卒者に限る)
本科
- 内容 浄土真宗本願寺派の教師の基礎資格を取得することを目的とする。浄土三部経・七高僧・宗祖の教えの大要・安心の体系的学習、真宗・仏教の歴史、宗教の概要を教授する。また、寺院運営・伝道・勤式作法の理論と実践の指導等を行い、実践力のある僧侶の育成に配慮している。
- 定員 120名
- 修業年限 1年
- 応募資格 高等学校卒業者、予科修了者
- 本科卒業者には、成績等により研究科への推薦入学制度や浄土真宗本願寺派教師教修出願資格試験講習会の免除が与えられる。

予科
- 内容 真宗・仏教・宗教の基礎知識の修得、伝道・勤式等の実習の他、本科への基礎教育として、国語漢文・倫理社会・英語・数学等の一般教養を教授する。
- 定員 10名
- 修業年限 1年
- 応募資格 義務教育修了者
- 予科修了者は、本科出願資格が与えられ、浄土真宗本願寺派得度講習会の得度習礼及び得度考査が免除される。

### 通信教育部
通信教育課程では、以下の3コースを置いている。1962年から創設された専修課程(僧侶(得度、教師)資格取得),学習課程(浄土真宗、仏教の学習)にくわえて、1997年より入門課程(浄土真宗、仏教の基本的学習)が創設された。受講者には通信教育のほかに複数回のスクーリング、各修了試験が課される。
専修課程
- 浄土真宗本願寺派の僧侶資格取得をめざす。
- 3年間で8教科22科目を履修

学習課程
- 浄土真宗、仏教の学習
- 3年間で5教科15科目を履修

入門課程
- 浄土真宗や仏教の初歩的な教えを学習
- 1年間

## 沿革
- 1920年（大正9年）5月 – 京都府の学校設置認可、西本願寺境内地に開校。修業年限2か年と4か年の2部制でスタート。
- 1922年（大正11年）1月 – 本山東側の淳風会館（現・京都教区教務所）に移転。9月、右京区（現・西京区）の西山別院（現・本願寺西山別院、本願寺得度習礼所・教師教修所）に移転。
- 1928年（昭和3年）7月 – 右京区の本願寺角坊別院（現・本願寺飛地境内地・角坊）隣接地に移転、校舎及び寄宿舎が竣工される。
- 1931年（昭和6年）10月 – 女子部を新設。
- 1941年（昭和16年）5月 – 専修科（1年）、本科1部（2年）、2部（4年）の修業制度に改定。
- 1945年（昭和20年）4月 – 戦時疎開のため1年間休校。11月、臨時教師養成所を開設。
- 1946年（昭和21年）4月 – 復校。戦時教学などのカリキュラムを改める。
- 1950年（昭和25年）4月 – 研究科（本科修了生の専門課程）新設。
- 1962年（昭和37年）11月 – 創立50周年を記念して通信教育課程を創設。
- 1977年（昭和52年） – 通信教育課程に Aコース(専修課程)、Bコース(学習課程)を創設。

　　　　　　(一般、門信徒の爲に、真宗、仏教を体系的に学ぶ為Bコース(学習課程)を創設。)
- 1981年（昭和56年）6月 – 鉄筋コンクリート3階建の現校舎竣工。
- 1997年（平成9年） – 通信教育課程に入門課程を創設。

　　　　　　(宗教、仏教にご縁のなかった方に仏教、真宗を基本的に学ぶ為。後、学習課程、専修課程に進む為に創設)
- 1997年（平成9年）2月 – 男女の学院生専用寮「馮翊寮」、11月、新講堂を竣工。
- 2003年（平成15年）11月 – 図書館「馮翊会館」竣工。

## 歴代院長
1. (1920-1924) 後藤澄心 - 京都女子専門学校校長(現京都女子大学)　東京帝国大学卒
2. (1924-1925) 西崎憲英 - 東京帝国大学印哲科卒
3. (1925-1933) 高木俊一 - 勧学倶舎論
4. (1933-1939) 山崎精華 - 真宗十講他
5. (1939-1941) 西本貞然
6. (1941-1944) 緇川見城
7. (1944-1947) 埜上覐道
8. (1947-1958) 西岡義融
9. (1958-1960) 服部成教 - 本派宗会で活躍
10. (1960-1975) 八雲円成 - 本派元教学部長
11. (1975-1987) 土井忠雄 - 勧学、京都女子大学元学監、名誉教授
12. (1987-1995) 三宮義信 - 本派元総長公室長
13. (1995-2001) 中西智海 - 勧学、相愛大学元学長、名誉教授、築地別院元輪番
14. (2001-2009) 北畠晃融 -
15. (2009-2016) 白川晴顕 -
16. (2016-2022) 北塔光昇
17. (2022)丘山新（願海） - 東京大学東洋文化研究所教授、本派総合研究所所長

## 中央仏教学院出版
- 中央仏教学院一覧　(1940 中央仏教学院)
- 馮翊講和集(創立60周年、通信教育10周年　記念)(1980 中央仏教学院)
- 中央仏教学院のあゆみ　(創立60周年、通信教育10周年　記念)(1980 中央仏教学院)
- 真宗要説 中央仏教学院編(土井忠雄　中西智海) (1979 本願寺出版社)
- 仏教要説　中央仏教学院編(北畠典生　山崎慶輝) (1979本願寺出版社)
- 宗教要説　中央仏教学院編(寺川幽芳　石田慶和) (1979本願寺出版社)
- 和讃要義(上)　 中央仏教学院編(加茂仰順　日野振作) (1979本願寺出版社)
- 和讃要義(下)　 中央仏教学院編(日野振作　加茂仰順) (1979本願寺出版社)
- 三経要義　中央仏教学院編(高橋隆真　土井忠雄) (1980本願寺出版社)
- 七祖要義　中央仏教学院編(稲城選恵　土井忠雄) (1980本願寺出版社)
- 本典要義　中央仏教学院編(灘本愛慈　土井忠雄) (1980本願寺出版社)
- 各宗要義(上) 中央仏教学院編(山崎慶輝 北畠典生) (1980本願寺出版社)
- 各宗要義(下) 中央仏教学院編(小林實玄 北畠典生) (1980本願寺出版社)
- インド、中国仏教史　中央仏教学院編(野部了衆 北畠典生) (1981本願寺出版社)
- 日本仏教史 中央仏教学院編(堀大慈 福間光超) (1981本願寺出版社)
- 真宗史　中央仏教学院編(福間光超 堀大慈) (1981本願寺出版社)
- 伝道要義　中央仏教学院編(豊島学由　高橋隆真) (1981本願寺出版社)
- 同朋運動要説　中央仏教学院編(森本覚修　 岩本孝樹) (1981本願寺出版社)
  - (上記、創立60周年記念として講本作成された。)
- 親鸞聖人伝　(創立90周年、通信教育40周年　記念)(2011 本願寺出版社)
- 仏の大悲心を学ぶ　(創立90周年、通信教育40周年　記念)(2011 中央仏教学院)
- 中央仏教学院のあゆみ　(創立90周年、通信教育40周年　記念)(2011 中央仏教学院)

## 住所
- 〒615-0091　京都市右京区山ノ内御堂殿町27

## 主な出身者
- 大平光代（弁護士）
- 花岡大学（童話作家）
- 住宅顕信（俳人）
- 土井忠雄（仏教学者）
- 徳岡秀雄（教育学者）
- 公方俊良（評論家）
- 三浦隆夫（評論家）
- 中屋大介（政治家、元衆議院議員）
- 鈴木信行（政治家、前葛飾区議会議員）